# Le Plantay
Le Plantay – miejscowość i gmina we Francji, w regionie Owernia-Rodan-Alpy, w departamencie Ain.

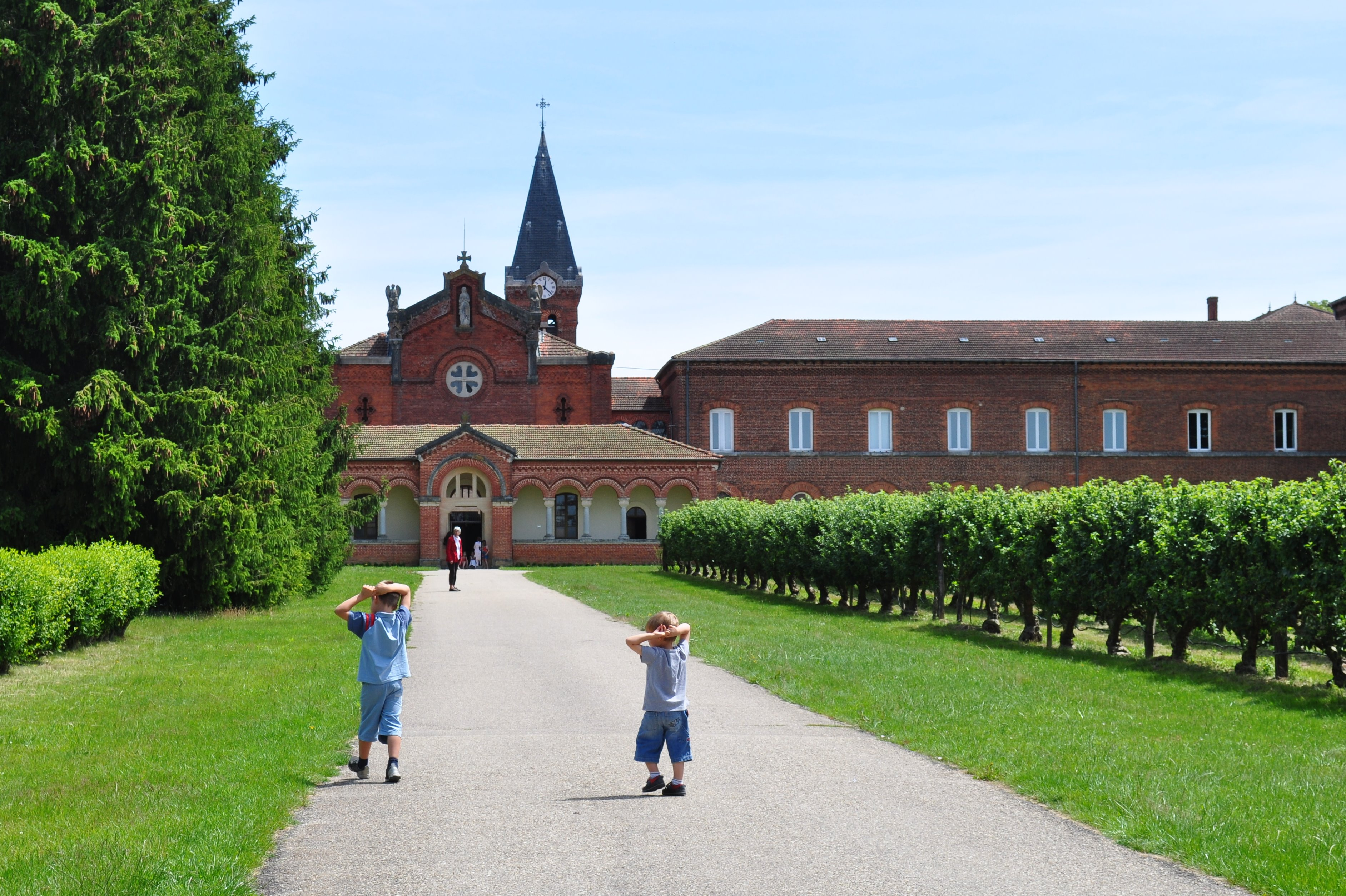
Opactwo Matki Bożej (2011 r.)

## Demografia
Według danych na styczeń 2012 roku gminę zamieszkiwało 545 osób, a gęstość zaludnienia wynosiła 27,3 osób/km².